# Partido Revolucionario de los Trabajadores (Argentina)
El Partido Revolucionario de los Trabajadores (PRT) fue un partido político argentino de extrema izquierda de tendencia marxista-leninista. Su brazo armado, el Ejército Revolucionario del Pueblo (ERP), desarrolló la lucha armada como estrategia central para la toma del poder político y la revolución socialista. Su apogeo tuvo lugar entre los años 1965 y 1977, cuando fue desarticulado por la represión estatal. En la actualidad existen diversos grupos que reivindican ser continuadores del PRT histórico.

## Caracterización
El PRT se estructuraba según el modelo leninista de partido de cuadros. Tuvo una fuerte influencia de la Revolución cubana y la revolución de independencia argelina, del FLN vietnamita (organización político-militar) junto a las estratégicas de Võ Nguyên Giáp.
En su matriz ideológica coincidieron lecturas diversas desde el Panamericanismo Indígena, Marxismo, Teorías del subdesarrollo, Teología de la liberación; pasando por Marx, Engels, Lenin, Trotski, Gramsci, Mao Zedong, Ho Chi Minh, Võ Nguyên Giáp, Fidel Castro y Ernesto "Che" Guevara, Milciades Peña y Silvio Frondizi.
Llevó adelante una marcada política internacionalista, pues desde su origen en 1965 hasta agosto de 1973 constituyó la sección argentina de la Cuarta Internacional, de la cual se separó por el rechazo de la organización trotskista al desarrollo de lucha armada como vía para la toma del poder. A principios de 1974, el PRT impulsa la creación de la Junta de Coordinación Revolucionaria que también integraron el Movimiento de Liberación Nacional - Tupamaros de Uruguay, el Movimiento de Izquierda Revolucionaria (MIR) de Chile y el Ejército de Liberación Nacional (ELN) de Bolivia.
El Ejército Revolucionario del Pueblo nace en el V Congreso del PRT, celebrado en 1970. El ERP abarcaba una estructura mucho más amplia, no estaba pensado exclusivamente como brazo armado del PRT. Sus filas estaban constituidas por los militantes del PRT más aquellos combatientes de diferentes capas sociales y distintas extracciones políticas que aceptaran combatir asumiendo el programa del ERP. En julio de 1968, el partido comenzó a publicar su publicación "El Combatiente".

## Historia

### Antes de la fundación
La dictadura cívico-militar que derrocó a Juan Domingo Perón en 1955 dio inicio a un período de resistencia y radicalización de las luchas obreras que creó las condiciones para una lenta y progresiva contradicción de la alianza policlasista representada por el peronismo. Esto produjo un proceso de “proletarización del peronismo” que motivó un profundo debate en el seno de las organizaciones de la izquierda argentina. El nuevo escenario dio pie para una revisión del fenómeno peronista que llevó a un copioso sector de la intelectualidad y de la militancia izquierdista a romper con las interpretaciones clásicas que lo veían como una mera forma de “totalitarismo”, “demagogia” o “manipulación”, buscando nuevas interpretaciones que dieran explicación a las razones por las cuales los trabajadores asumían dicha identidad como propia.

### Fundación del PRT
El PRT se fundó el 25 de mayo de 1965 en Buenos Aires a partir de la fusión de dos agrupaciones políticas: el Frente Revolucionario Indoamericano Popular (FRIP) y Palabra Obrera (PO). Esta confluencia se produce a partir de la relación de Mario Roberto Santucho (referente del FRIP) con Leandro Fote, dirigente azucarero miembro de Palabra Obrera, aunque con el tiempo se supo que previamente se había contactado con el sector de esta última organización dirigido por Ángel Bengochea.
La primera de ellas fue fundada en julio de 1961 en la ciudad de Santiago del Estero, y su principal referente, como se señaló, era Mario Roberto Santucho. Su radio de acción, además, se extendió a las provincias de Tucumán (tenía notable presencia en muchos ingenios azucareros), El Chaco y Salta.
Básicamente el FRIP postulaba sus políticas rescatando las raíces indias de América Latina en torno a una visión de lucha basada en el Proletariado Rural como detonante. Por su parte, Palabra Obrera se trataba de una de las expresiones más importantes del movimiento trotskista en Argentina, y su política estaba orientada, básicamente, hacia la lucha sindical para lo cual practicaban el entrismo, siguiendo una tesis de Trotski según la cual debían infiltrarse en los sindicatos dominados por el peronismo para ir ganando, gradualmente, a las masas para el socialismo.
El liderazgo de Palabra Obrera era ejercido por Hugo Bressano (más conocido por su seudónimo Nahuel Moreno), antiguo discípulo de Liborio Justo y que posteriormente se integraría fugazmente el destacado intelectual político Milcíades Peña y Ángel Bengochea.

### Segundo Congreso
Daniel Pereyra (2014,pág 202) sostiene que el Segundo Congreso del PRT se realizó en mayo de 1966. En el mismo se aprobó la adhesión del partido a la IV Internacional Trotskista. Se votó un documento nacional en el cual surgieron diferencias de caracterización basadas en distintos enfoques acerca de la situación social tucumana de fuerte combatividad. Los militantes tucumanos sostenían que existía una situación prerrevolucionaria mientras que el CC ampliado del PRT había determinado en marzo de ese año que " ni el grado de la  crisis de la patronal ni las acciones de las masas llegaban a determinar una situación prerrevolucionaria ni insurreccional en la provincia". Se fueron perfilando estas dos posiciones en torno a los dirigentes Moreno y Santucho. Pereyra (2014) además menciona diferencias en torno a Nahuel Moreno por razones organizativas , metodológicas y morales contra quien se había presentado un documento acusatorio en el Comité Ejecutivo.  

### Tercer Congreso
Luis Ortolani  explica que el III Congreso del PRT se realizó a mediados del año 1967. El mismo se fraccionó en cuatro sub-congresos, so pretexto de problemas de seguridad. Los partidarios de Mario Roberto Santucho obtuvieron la hegemonía en el Comité Central (CC) lo que les permitió romper en mayoría cuando en febrero de 1968 se realizó el IV Congreso.  Daniel Pereyra (2014) afirma que el III congreso se realizó en junio de 1967. Se aprobó que se acentuara el carácter defensivo de la etapa para el movimiento obrero debido a la ofensiva reaccionara del gobierno militar  de Juan Carlos Onganía. Se insistía en que la tarea fundamental pasaba a nivel de empresa por los canales conocidos: cuerpos de delegados y comisiones internas. O sea, se recalcaba una línea de lucha sindicalista ignorando el uso posible de la violencia política como se había discutido en el congreso anterior y en reuniones posteriores donde se sostuvo la posibilidad de armar una columna guerrillera en Tucumán.  Julio Santucho (2004) señala que a partir de octubre de 1967 cuando se produce la muerte de Ernesto Guevara de la Serna se profundizan las diferencias entre Nahuel Moreno y Santucho. Moreno esgrime la tesis  de que el sectarismo guevarista es causa la desesperanza de la pequeña burguesía y los desclasados.  

### IV Congreso: ruptura con Moreno y lucha armada
Previo al IV Congreso del PRT, celebrado en febrero de 1968 en un pequeño sindicato del barrio de Once en Buenos Aires. Luego de diversas discusiones fraccionales, Nahuel Moreno y sus seguidores abandonan la organización, debido a su firme oposición al camino de la lucha armada y la guerra revolucionaria que se iba imponiendo en el seno del PRT.   Moreno pensaba que  había que volcarse a la lucha sindical  y combinarla con la lucha armada que se iba a producir en países vecinos como Bolivia. Fuera del partido, en un principio, la fracción morenista  pasó  a llamarse "PRT-La Verdad", mientras que la fracción liderada por Santucho se denominó "PRT-El Combatiente".  Ambas fracciones concretaron su IV Congreso por separado. Transcurrido un tiempo, Nahuel Moreno  y el PRT La Verdad pasaría a incorporar otros dirigentes socialistas y a  llamarse Partido Socialista de los Trabajadores (PST).
Entre tanto, la fracción PRT  El Combatiente, en febrero de 1968, realiza el IV Congreso  por su cuenta, donde se impone la lucha armada como estrategia central para tomar el poder.  Según Luis Ortolani se perfilaron los esbozos de  tres tendencias internas dentro del PRT: la tendencia "leninista" de Santucho, que sostenía que la guerra revolucionaria ya había comenzado y por lo tanto proponía la construcción de un aparato militar  y las tendencias de Sergio Domecq y Juan Candela.  La tendencia de Sergio Domecq era fiel al método morenista de primacía de la lucha económica o sindical. Era la tendencia " proletaria" o "sindicalista" cuyos integrantes  entre otros eran Horacio Lagar y Raúl Moiraghi.  Concebían a la lucha armada solo como autodefensa. La tendencia de Juan  Candela (Helios Prieto) se autodenominó "comunista" y  presentó posteriormente  diferencias ideológicas para luego  solicitar sin éxito  la postergación del siguiente V Congreso del partido. La tendencia " comunista" o de centro, pensaba que  el proyecto de Santucho era foquista. En la misma se encontraban Daniel Pereyra, Polo, Candela y Dabat.  La tendencia más importante en cuanto a la cantidad de militantes era la leninista de Santucho.
Las tesis más relevantes del IV  Congreso se publicaron en el documento El único camino hasta el poder obrero y el socialismo, también conocido como el " librito rojo".  Sus puntos centrales son :
1. El carácter continental de la revolución (en oposición a la idea de Stalin del socialismo en un solo país)
2. El carácter antiimperialista y socialista de la revolución en Argentina, basado en el concepto de la Revolución Permanente desarrollado por Trotski y la Revolución cubana.
3. La condición obrera y popular de la revolución, donde el sujeto revolucionario es el proletariado industrial, sus aliados son la pequeña burguesía urbana y el campesino pobre.
4. La contradicción principal, donde encontraba enfrentados al imperialismo y la burguesía nacional por un lado, y a la clase obrera, sectores empobrecidos de las capas intermedias y el campesino pobre por el otro. rechazaba la tesis de Stalin de la "revolución ininterrumpida y por etapas" descartaba cualquier alianza o frente con algún sector burgués.
5. El desarrollo de la guerra civil revolucionaria desembocaría en una segunda etapa de guerra nacional antiimperialista.
6. La posibilidad de iniciar la lucha armada una vez dadas las condiciones objetivas, incluso en período de retrocesos. Aquí se hace abstracción de las condiciones subjetivas, según la estrategia Guevarista.

### V Congreso: fundación del ERP

Bandera del ERP.

A mediados de julio de 1970 el Comité Central del PRT, elegido dos años atrás, se hallaba dividido en tres fracciones en torno a la vía de la lucha armada. La fracción mayoritaria o leninista, que seguía a Santucho, no quería perder más tiempo en discusiones que retrasaban el inicio de la lucha armada, movilizada, sobre todo, por las múltiples insurrecciones de 1969 cuyo epicentro había sido el conocido como Cordobazo. Al borde de una nueva ruptura, Santucho se fugó de la cárcel de Villa Urquiza, en San Miguel de Tucumán, y convocó a un nuevo Congreso. Hay que tener en cuenta que en mayo de ese mismo año había aparecido la organización político militar Montoneros que había secuestrado y asesinado a Aramburu. Las FAR ( Fuerzas Armadas Revolucionarias) también ya habían comenzado operaciones con la colocación de bombas en los supermercados Minimax.   
Así, el 29 y 30 de julio en una isla del Delta del Paraná,  frente a la ciudad de Paraná, se realizó el V Congreso del PRT. En aquel Congreso, donde participan entre otros Mario Roberto Santucho, quien se había fugado de la cárcel pocos días antes, Ana María Villarreal, Luis Pujals, Enrique Gorriarán Merlo, Benito Urteaga, Domingo Menna, José Joe Baxter, Carlos Molina, se fundó una nueva organización como "brazo armado de la clase obrera y el pueblo", el nombre Ejército Revolucionario del Pueblo. El ejército debía ser dirigido por el partido revolucionario.  La guerra popular debía concebirse como una " guerra de masas que se libra y se librará a través de millares de combates, armadas y no armados, que solamente podrá triunfar con la participación de todo nuestro pueblo" ( Santucho,2004).  Se adoptó el modelo vietnamita de relación entre el ejército y el partido.  En la guerra revolucionaria era dominante la política y era ésta quien mandaba al fusil. Esta separación permitía por ejemplo ser parte del ERP pero no del partido.  
A finales del año 1970 se crea  "La hora del pueblo" que fue una iniciativa política que se conformó por iniciativa de  Ricardo Balbín y el representante de Perón, Paladino, con el objetivo de reclamar por la institucionalización del país. La dictadura militar comenzaba a retirarse. 
El ERP fue tomando una dimensión mucho más abarcativa y contundente, en virtud de la masiva repercusión de las acciones militares desplegadas, logrando ampliar considerablemente su convocatoria de militantes desde esta nueva perspectiva armada. Su máxima actividad la desplegó entre 1970 y 1977.
Cabe mencionar que la tendencia "comunista" del partido no fue invitada a participar del quinto congreso con lo cual se retiró para luego formar otra organización política, el GOR. Este grupo consideraba que el PRT se inclinaba hacia el militarismo ( Pereyra, 2014).

### De Trelew a la Primavera Camporista
El primer problema que se presentó entonces fue la notable discrepancia entre las propias organizaciones, mientras el PRT consideraba la lucha contra la dictadura militar como el inicio de la Guerra revolucionaria por el socialismo, sus pares Peronistas tenían por objeto llevar adelante esa misma lucha, para lograr el regreso de Juan Domingo Perón y el final de la proscripción del Peronismo.
El 22 de agosto de 1972 distintas organizaciones armadas planifican y ejecutan lo que intentaría ser la mayor fuga carcelaria de presos políticos en la historia de Argentina. El frustrado intento de toma de la cárcel de Trelew y el aeropuerto, conlleva una fuga incompleta, generando la captura de algunos militantes y su posterior traslado a la Base Aeronaval Almirante Zar para luego ser asesinados en un escándalo a nivel mundial conocido como "La Masacre de Trelew".

### La Masacre
En la madrugada del 22 de agosto de 1972 en Trelew (Argentina), Luego de que se entregaran desarmados los militantes de las organizaciones ERP, FAR, Montoneros, que mantenían el aeropuerto ocupado, la masacre consistió en el asesinato de 16 miembros de distintas organizaciones armadas peronistas y de izquierda, ametrallados por marinos bajo las órdenes del capitán de corbeta Luis Emilio Sosa. Los sucesos tuvieron lugar en la Base Aeronaval Almirante Zar, una dependencia de la Armada Argentina próxima a la ciudad de Trelew, provincia del Chubut, en la Patagonia austral.
El 15 de octubre de 2012, el Tribunal Federal de Comodoro Rivadavia resolvió condenar a prisión perpetua a Emilio Del Real, Luis Sosa y Carlos Marandino como autores de 16 homicidios y tres tentativas, así como declarar a los crímenes cometidos de «lesa humanidad». Mario Roberto Santucho junto a Domingo Menna lograron fugarse del penal y se dirigieron a Chile y  luego a Cuba.  EL PRT quedó a cargo de Benito Urteaga. 

### La salida democrática del 73
Producto de la efervescencia popular del período y de la multiplicación de focos de conflicto, y la creciente simpatía mostrada hacia la guerrilla,  el presidente Lanusse convoca a elecciones libres ,es decir permitiendo participar al peronismo pero no a Perón, y la situación insurreccional cede.  Lanusse pretendía desarticular a la guerrilla peronista y no peronista y la vuelta a la legalidad era la mejor forma que visualizaba para salir de la crisis política y del agotamiento de la Revolución Argentina gobernaba desde el golpe de 1966. Perón si bien negocia con Lanusse no condena a la guerrilla que era justamente una demanda de Lanusse. De esa manera Perón vuelve a la Argentina a finales de 1972 en preparación de la salida política.  EL PRT  con estos cambios en la situación política tiene que decidir un curso de acción.  En las elecciones de marzo de 1973 el PRT no va a presentar candidato alguno.  Ante  la victoria  del candidato peronista Héctor Cámpora, que se impone a la UCR ,  el PRT se muestra decidido a participar políticamente del nuevo panorama, pero la aprensión por medio de la dictadura de sus principales dirigentes, le impide participar ampliamente en este proceso democrático. Ante la victoria del peronismo el PRT  anuncia  una "tregua" al nuevo gobierno a partir del 25 de mayo de 1973.. Se compromete a no atacar a ningún miembro del gobierno mientras este no atacara al pueblo ni a la guerrilla, pero continuaría su lucha contra las empresas imperialistas y el Ejército  basándose en la experiencia de las aperturas electorales anteriores.
La elección de Cámpora y de su vicepresidente, el conservador Vicente Solano Lima, se realizó el 11 de marzo de 1973. El PRT-ERP inmediatamente reconoció la debilidad del nuevo presidente y el carácter contradictorio de un gobierno dependiente de un líder como Perón (exiliado en España) con un programa progresista, acosado por la movilización popular y la derecha del mismo movimiento. Cámpora asume el 25 de mayo de 1973  en un marco de movilización social impresionante. Los militares tienen que suspender el desfile y son duramente agredidos verbalmente en las calles . Ese mismo día se produce el  "Devotazo", en el cual una masiva movilización a la cárcel de Villa Devoto provocó la liberación de cientos de presos políticos, muchos de los cuales eran miembros del PRT-ERP. Durante aquel período  que comienza el 25 de mayo el PRT- ERP no realizó acciones armadas.
El PRT-ERP pudo gozar de una acotada "apertura legal", que otorgó el gobierno de Héctor Cámpora, logrando duplicar la venta de sus órganos de prensa, "Estrella Roja" (órgano del ERP) y "El Combatiente" (órgano del PRT), que llegaron a vender públicamente 15 000 ejemplares y aumentando su influencia e incorporando nuevos militantes.
Algunos hechos redirigieron el análisis e hicieron analizar la aparente legalidad que se gozaba el PRT sobre el final del gobierno de Cámpora, un ejemplo de ello fue el asesinato del militante del PRT-ERP, Eduardo Giménez, por la policía mientras realizaba una pintada callejera. luego de esto el ministro del Interior, Esteban Righi, promulgó una ley contra al armamento popular que resultó en la prisión de otros 4 militantes del ERP.

### Rupturas en el PRT
Ante la vuelta al poder del peronismo, a partir de las elecciones de marzo de 1973, surgieron discrepancias con respecto a la caracterización del peronismo y la lucha armada, el PRT sufrió dos escisiones que tuvieron más significado político que impacto en su organización, ya que se restringieron a zonas como Gran Buenos Aires, Capital y La Plata: el ERP-22 de Agosto integrado por militantes que cuestionaban la franca oposición a Perón, se vincularon a la Tendencia Revolucionaria del peronismo, y desaparecieron como grupo posteriormente. Por otro lado apareció la Fracción Roja, que cuestionaba la continuidad de la lucha armada tal como la llevaba adelante el PRT hasta ese momento. La Fracción Roja se reinsertó en la IV Internacional.

### El retorno definitivo de Perón
Perón retorna definitivamente a la Argentina el 20 de junio de 1973. Millones de personas marcharon a Ezeiza para recibir al líder que volvía del exilio. Se trató de la mayor movilización de la historia argentina. Sin embargo ese día se produce un duro enfrentamiento armado entre la extrema derecha peronista que ocupaba el palco del acto y la columna de la Tendencia Revolucionaria que respondía a la organización político militar peronista  Montoneros. El avión es desviado y la jornada terminó con muertos y heridos.  Frente a los embates de la derecha peronista, el PRT denunció luego de la masacre de Ezeiza, la gestación de un autogolpe contrarrevolucionario desde el propio seno del movimiento peronista contra el gobierno de Héctor Cámpora. El presidente Cámpora renuncia y es reemplazado por Lastiri, que era una figura vinculada a la extrema derecha peronista que conducía  José López Rega.  El PRT  profundizó su caracterización sobre Perón . El líder no tenía intenciones de encabezar un proceso revolucionario, sino  que ofrecía un pacto social  y aun más,  amagaba con la  implementación de un proceso contrarrevolucionario, basado en el entendimiento con la burguesía argentina. De esa manera el desplazamiento de Cámpora en julio de 1973 de la presidencia fue  leído  por el PRT como una victoria de la extrema derecha peronista. Una lectura similar de los hechos  políticos fue hecha por Montoneros. Este cambio de la situación política llevaba a reconsiderar la tregua prometida al gobierno de Cámpora por parte del PRT.   

### El gobierno de Lastiri y Perón
Con el regreso definitivo de Perón a la Argentina el 20 de junio de 1973 y la renuncia de Cámpora en julio de ese mismo año, el PRT  da por terminada la tregua  y procede a reiniciar  las actividades de lucha armada con el Asalto al Comando de Sanidad del Ejército, en septiembre de 1973 y durante el gobierno de Lastiri, el sucesor de Cámpora y alineado con López Rega.  Se realizan nuevas elecciones en septiembre de 1973 y la fórmula Perón-Perón arrasa las urnas. Se trató de la mayor victoria política de Perón.  El PRT intenta impulsar la candidatura del sindicalista clasista cordobés  Agustín Tosco pero éste no acepta. Juan Domingo Perón asume la presidencia del país en octubre de 1973 luego de una contundente victoria electoral. es acompañado por su tercera esposa María Estela Martínez de Perón. La relación política con la extrema izquierda de su partido se deteriora notablemente luego del asesinato del secretario general de la CGT  Rucci. El presidente Perón responde con un endurecimiento de la relación política  con la Tendencia Revolucionaria. Aparece en la prensa el  "Documento Reservado", donde se anuncia la represión de la izquierda dentro del movimiento peronista.  A finales del año de 1973 comienzan los preparativos para lanzar la organización paramilitar  denominada Triple A a los efectos de combatir a la izquierda. Estos cambios de la situación política y el viraje hacia la derecha del gobierno de Perón, tal cual lo había previsto, conducen al PRT a ordenar el Ataque a la guarnición militar de Azul en  el verano de 1974. Este último ataque motivó el repudio unánime de todos los partidos políticos del sistema y particularmente del gobierno nacional.El presidente Perón salió a condenar el ataque del ERP vestido con su uniforme militar. Al mismo tiempo se  procedió a desplazar a los gobernadores peronistas que simpatizaban con la Tendencia Revolucionaria.  El presidente  Juan Domingo Perón impulsó en consecuencia la reforma del Código Penal y la ley de asociaciones profesionales dándole más fuerza a la burocracia sindical y la derecha peronista que ya  actuaba militarmente mediante distintas organizaciones paraestatales como la Alianza Anticomunista Argentina (Triple A) el Comando Libertadores de América (Formado por las FF. AA.) y Concentración Nacional Universitaria (CNU).
El 1 de mayo de 1974 se produce el histórico rompimiento en la Plaza de Mayo entre Perón y la Tendencia Revolucionaria de su movimiento-  Poco tiempo después el presidente Juan Domingo Perón fallece el 1 de julio de 1974. Asume la presidencia Marie Estela Maríinez de Perón quien acentúa el viraje a la derecha del gobierno peronista. 

### El gobierno de María Estela Martínez de Perón
Inmerso en esa espiral de violencia por parte de la extrema derecha y la extrema izquierda el PRT no hará más que incrementar su decisión de lucha. Una decisión similar tomará Montoneros con el pase a la clandestinidad a fines del año 1974. En 1975, cuando estalla la insurrección obrera en Villa Constitución, el principal dirigente del PRT en el lugar (Luciano "Lucho" Segovia), se transforma en el dirigente principal del comité de organización de aquella lucha. EL PRT-ERP da comienzo a  las operaciones guerrilleras rurales en la provincia de Tucumán mediante la creación de la Compañía Ramón Rosa Jiménez del ERP. Para 1975 Santucho se encuentra en los montes de Tucumán preparando lo que el PRT denominara el "segundo lugar" estratégico (El Norte Rural). El gobierno nacional responde con la orden que activa el Operativo Independencia. Tropas del Ejército Argentino se concentran en Tucumán para combatir a la guerrilla. En julio de 1975, la Columna Inti Peredo pertenecientes al Frente Argentino de Liberación hacían oficial su adhesión al Partido Revolucionario de los Trabajadores. En  junio y julio de 1975 se producen masivas movilizaciones obreras en protesta por la devaluación del tipo de cambio y el aumento de las tarifas que se llamó el  Rodrigazo.  El PRT participa de las protestas  en muchas fábricas y moviliza a sus militantes. Como resultado de las protestas obreras el ministro de economía Celestino Rodrigo renuncia y poco después renuncia  el mismo López Rega. A fin de año prácticamente queda desarticulada la Compañía Ramón Rosa Jiménez del ERP en Tucumán.   

### El combate de Monte Chingolo
En las vísperas navideñas de 1975 el PRT-ERP intenta lo que hubiera sido el golpe más importante de la guerrilla en la Argentina y en América del Sur, de una acción urbana, el intento de copamiento del Batallón 601 Depósito de Arsenales del Ejército "Domingo Viejobueno", ubicado en la localidad de Monte Chingolo, conurbano sur de Buenos Aires. El Ejército tenía información acerca de la próxima operación, por medio de un infiltrado en el ERP, por lo que las defensas y las condiciones para reprimir estaban perfectamente organizadas. En el ataque  el ERP sufrió una gran cantidad de bajas aunque logró tomar la guardia de dicho cuartel, y aislarlo por un tiempo (el mayor lapso de todas las batallas del período) y prácticamente demolió la moral de todas las fuerzas revolucionarias, en general, y del PRT en particular, pues la operación había sido caracterizada como decisiva para la posterior resistencia al futuro golpe militar.

### El golpe de 1976
El 24 de marzo de 1976 se produce el sexto golpe de Estado de la historia argentina durante el siglo XX. La junta militar encabezada por el general Jorge Rafael Videla, el almirante Emilio Massera y el brigadier Agosti desplazan a la presidenta María Estela Martínez de Perón que es detenida durante varios años. Comienza el Proceso de Reorganización  Nacional que utilizará como método de lucha  las enseñanzas de los instructores franceses de la guerra antisubversiva. Miles de argentinos son secuestrados ilegalmente y asesinados luego de sufrir tortura brutales. 
El 28 de marzo de 1976 comenzó a funcionar, convocado por Santucho para impulsar una reorganización, una reunión del Comité Central del ERP a la que concurrieron 28 miembros de ese cuerpo y 21 invitados entre los que se encontraban los pertenecientes a la Junta Coordinadora Revolucionaria (JCR), personal de logística, de Inteligencia, de servicios y la escuadra de defensa.
La reunión se realizó en una casa quinta de la localidad de Moreno,en la provincia de Buenos Aires. Al día siguiente alertados por vecinos alarmados por el movimiento de vehículos que era inusual en la zona, llegaron tres autos con personal de policía, determinando una rápida retirada de los asistentes. En medio de un tiroteo los miembros del Buró Político huyeron con custodios armados con FN FAL, luego los invitados de la JCR: Edgardo Enríquez (del MIR chileno), que desapareció un mes después, y otros, después el resto del Comité Ejecutivo y finalmente los escribientes, los de logística y la escuadra de contención.
La mayoría huyó en vehículos en distintas direcciones en tanto otros lo hicieron a pie y al tiempo llegó apoyo de helicópteros para la policía; la prensa informó de 12 guerrilleros abatidos, aunque el exintegrante del ERP, Gustavo Plis Steremberg, en su libro que argumenta que solo 8 fueron detenidos con vida, cifra que el ex ERP, Eduardo Anguita y Martín Caparrós reducen a 5.
Entre los muertos se encontraban la militante Susana Gaggero, que en ese momento era responsable de la "Zona Sur del PRT" y responsable nacional de Solidaridad con los presos políticos de dicha organización.
El 3 de julio de 1976, a tres meses del golpe militar, el Comité Ejecutivo del PRT se reunió y decidió replegar al PRT, además de mandar al exilio en Cuba a Mario Roberto Santucho para garantizar su integridad y seguridad.

### Caída de Santucho y la dirección del PRT
El 19 de julio son sorprendidos, en un departamento de Villa Martelli, Mario Roberto Santucho y Benito Urteaga, que mueren en el enfrentamiento a tiros, y resultan capturados otros militantes, siendo trasladados al Centro Clandestino de Detención en Campo de Mayo.En el enfrentamiento Santucho mató al capitán Juan Carlos Leonetti, que dirigía el operativo militar, en un forcejeo. El cuerpo de Mario Roberto Santucho se encuentra desaparecido. 
La permanencia hasta ese día de Santucho en Argentina se debía a la firma de los documentos de unidad con Montoneros, OCPO y el Partido Comunista Marxista-Leninista (Argentina), en lo que sería la Organización para la Liberación Argentina (OLA). La reunión había sido suspendida por falta de seguridad argumentada por la dirección de Montoneros. No se sabe con certeza cómo dieron con el departamento, aunque distintas versiones circularon a lo largo de la historia, muchas promovidas por los aparatos de inteligencia de la dictadura. Esa misma mañana, también fue secuestrado  otro dirigente del PRT de mayor importancia luego de Santucho, Domingo Menna quien fue enviado a Campo de Mayo y luego asesinado. Existen otras versiones sobre una filtración de información por parte de Montoneros pero sin fundamentos.

### El PRT-ERP después de Santucho
A partir de allí asume la Secretaría General del PRT Arnol Kremer, cuyo nombre de clandestinidad era Luis Mattini. Hacia finales de 1976 Mattini, junto a Gorriarán Merlo, deciden replegarse al exterior, en esos años el PRT-ERP aun contaba con una estructura firme que se desmontara a mediados y fines de 1977 con la caída de su estructura nacional.
Luego de los últimos golpes en mayo de ese año, se lleva adelante la segunda etapa del repliegue del PRT. A pesar de la disolución del PRT el grupo es conmemorado por algunos sectores de la izquierda argentina cada 25 de mayo.

### El PRT en el exilio
Luego de algún tiempo en el exilio, los restos del PRT se dividen en dos fracciones luego de debates sobre si continuar la lucha en Argentina o esperar mejores condiciones; los representados por Luis Mattini organizaron, en Italia, el VI Congreso del PRT. El otro sector no participó del Congreso. 
Comandado por Gorriarán Merlo, esta fracción se dirige a Nicaragua para combatir en las filas del Frente Sandinista de Liberación Nacional (FSLN), teniendo una destacada participación en la lucha nombrada como Ofensiva Final y en la construcción del nuevo Gobierno Sandinista. Gorriaran Merlo llegará a ser nombrado Comandante por la dirección del FSLN y uno de los organizadores de la muerte del ex dictador nicaragüense Anastasio Somoza junto a otros militantes del PRT-ERP. Este sector en 1982 organizó la re-inserción en Argentina mediante una columna guerrillera en Salta al norte del país, que será suspendida luego de la derrota argentina en la guerra de las Malvinas, considerando que la etapa política había cambiado.
Tras la recuperación democrática y pasados algunos años, muchos grupos se considerarán herederos del PRT-ERP, el sector liderado por Gorriarán Merlo se destacará en la organización del Movimiento Todos por la Patria (MTP), como confluencia de distintas experiencias revolucionarias en la década de 1970. 
El grupo que acompañó a Luis Mattini viajó a México y en ese lugar se acentuó el proceso de dispersión. Mattini fue reemplazado primero por Roberto Guevara y luego terminó renunciando y alejándose de México en dirección a Suecia en 1981, donde pidió asilo y se desvinculó completamente  de lo que quedaba del PRT. 
Numerosos exmilitantes se alejaron de ambos fracciones y consideran que el PRT desapareció a finales de los años 70.  
Por otra parte existe una organización política que se sigue llamando PRT o "PRT Argentina"  y que se considera continuadora del histórico PRT fundado en 1965. En ese grupo se destacaron militantes como Roberto Guevara o Amilcar Santucho. Dicha organización continuó regularmente la realización de congresos, habiendo realizado su XVIII el año 2022. Centra su organización política en la construcción fabril, continúa planteando la necesidad de la Revolución Socialista sin etapas intermedias y no se presenta a elecciones parlamentarias.
En una entrevista realizada a James Petras exmiembro del grupo, donde habló de la importancia de los cuadros formados por obreros en las principales ciudades (Buenos Aires y Córdoba y como el Proceso de Reorganización Nacional, y los la detención de los últimos militantes del PRT-ERP.
En enero del 2010, el exmilitante y médico Abel Bohoslavsky  fue entrevistado  y realizó  reflexiones acerca de la derrota militar y política del PRT, así como su influencia en movimientos posteriores en Argentina y en Latinoamérica. Bohoslavsky profundizaría esas reflexiones en sus publicaciones posteriores. 
En Argentina en la actualidad existen agrupaciones políticas por lo general de pequeño tamaño que se referencian en la experiencia guevarista del PRT. Entre ellas se encuentra la nueva Juventud Guevarista, fundada por Daniel de Santis.

### Bajas  y desaparecidos del PRT-ERP
Existen varios  trabajos que aportan listados de muertos y desaparecidos del PRT-ERP durante su historia.  Entre ellos se pueden mencionar el trabajo de Daniel de Santis en la obra "La historia del PRT por sus protagonistas" y el folleto publicado  por el PRT Santucho titulado " 5.000 héroes del PRT-ERP". El libro  "Breve Reseña del Partido Revolucionario de los Trabajadores/ ERP/ JG" de los autores Abel Bohoslavsky y Paco García, ambos ex militantes del PRT, editado en 2020, presenta una lista de bajas en combate y desaparecidos que alcanza la suma de 2.018 personas. El listado se construyó tomando como fuente los trabajos anteriores citados y otras fuentes tales como  el registro único de la verdad/ Ley 12.498 de la provincia de Buenos Aires.   La cifra equivale a un tercio de los militantes del PRT que se estima en 6.000 aproximadamente.   

## Frentes políticos del PRT
- Juventud Guevarista (JG), fundada en 1974. Formaban parte de ella los estudiantes secundarios y los jóvenes de barrios y fábricas; también, luego, se incorporaron los estudiantes universitarios. Editó una revista Juventud Rebelde durante el período de legalidad en 1973. Si bien en la actualidad existe, no guarda relación alguna con el "nuevo" PRT. El frente fue disuelto, se desconoce la fecha. En la actualidad, existe una Juventud Guevarista fundada en 2004 por Daniel De Santis, exdirigente del PRT.

- Frente Antiimperialista y por el Socialismo (FAS): fundado en 1973, era un frente político impulsado por el PRT que incluía agrupaciones de izquierda revolucionaria y del peronismo de izquierda, que representaba a sectores decepcionados tras el autogolpe y la renuncia de Cámpora y el comienzo de la guerra sucia contrarrevolucionaria de la extrema derecha argentina. El F.A.S incluía al MR-17 de octubre (FRP-17) de Armando Jaime, el Partido Comunista Marxista-Leninista (PCML), la Organización Comunista Poder Obrero (OCPO), la Liga Espartaco, la Liga Socialista de Alicia Moreau de Justo, el Movimiento de Izquierda Revolucionaria, Izquierda Socialista, Grupo Praxis de Silvio Frondizi, Socialismo Revolucionario, Peronismo de Base, Ejército Libertador del Norte, Acción Proletaria, Democracia Obrera Revolucionaria y Círculo Socialista. La dirección estaba integrada por Armando Jaime (FRP), Óscar Montenegro (PRT-ERP), Simón Arroyo (FRP), Silvio Frondizi (Grupo Praxis), Alicia Eguren de Cook (FRP), Gregorio Flores (PRT-ERP) y Manuel Gaggero (FRP), entre otros, etc. Realizó seis Congresos entre 1972 y 1974, el último fue realizado en junio de 1974, en Rosario, y asistieron 25 000 personas.

- Movimiento Sindical de Base (MSB): frente sindical del PRT, cuyo secretario general era Eduardo Castelo, miembro del Comité Central y jefe de la Regional de Córdoba. Este frente estuvo integrado por agrupaciones y comisiones internas de algunos sindicatos: los telefónicos, del vidrio, plomeros, municipales, frigoríficos, de prensa, Correos y Telecomunicaciones, plásticos, bancarios, estatales, docentes, etc. El PRT tuvo agrupaciones en las fábricas más importantes de las ramas automotriz y metalúrgicas. También, junto a otras organizaciones (Montoneros y OCPO), jugó un papel importante en las célebres Coordinadoras Interfabriles de Villa Constitución y Gran Buenos Aires.

## Secretarios generales
| N.º | Secretario           | Secretario             | Mandato                  | Mandato                  |
| N.º | Secretario           | Secretario             | Inicio                   | Fin                      |
| --- | -------------------- | ---------------------- | ------------------------ | ------------------------ |
| 1   | Bandera de Argentina | Mario Roberto Santucho | 25 de mayo de 1965       | 30 de agosto de 1971     |
| 2   | Bandera de Argentina | Luis Enrique Pujals    | 30 de agosto de 1971     | 17 de septiembre de 1971 |
| -   | Acéfala              | Acéfala                | 17 de septiembre de 1971 | noviembre de 1972        |
| 3   | Bandera de Argentina | Mario Roberto Santucho | noviembre de 1972        | 19 de julio de 1976      |
| 4   | Bandera de Argentina | Luis Mattini           | 19 de julio de 1976      | 1980                     |

## Publicaciones
- El Combatiente: era la prensa del PRT. Su distribución fue clandestina desde 1968 (a excepción de junio a septiembre de 1973 que se vendía en la vía pública). Mientras fue una publicación clandestina llegó a una tirada de 20 mil ejemplares, aproximadamente; en cambio en el período legal llegó a tener una tirada de 50 mil. Los editoriales estaban a cargo, generalmente de su Secretario General.
- Estrella Roja: fue el órgano oficial del ERP. También tuvo una distribución clandestina desde 1970 (a excepción del período legal entre junio y septiembre de 1973, de 50 mil ejemplares).
- Posición: fue una revista política impresa en Córdoba que respondía al PRT.
- Revista Nuevo Hombre: publicación del FAS, estuvo dirigida por Silvio Frondizi y tuvo una tirada de 30 mil ejemplares.
- El Mundo: periódico comprado en agosto de 1973 como expresión del periodismo independiente, que fue inclinándose hacia las posturas del PRT. Poseía los archivos del viejo diario El Mundo, aquel que fuera clausurado en el primer gobierno peronista; paradójicamente, la segunda versión del periódico fue clausurado, también, por el propio Perón, en marzo de 1974 luego de que una de las periodistas del diario preguntara al general por qué su gobierno no actuaba contra «las bandas paramilitares».